# Erigorgus niveus
Erigorgus niveus är en stekelart som beskrevs av Dasch 1984. Erigorgus niveus ingår i släktet Erigorgus och familjen brokparasitsteklar. Inga underarter finns listade i Catalogue of Life.